# Казо-де-Ларбуст
Казо́-де-Ларбу́ст (фр. Cazeaux-de-Larboust, окс. Casaus de Larbost) — коммуна во Франции, находится в регионе Юг — Пиренеи. Департамент — Верхняя Гаронна. Входит в состав кантона Баньер-де-Люшон. Округ коммуны — Сен-Годенс.
Код INSEE коммуны — 31133.

## География

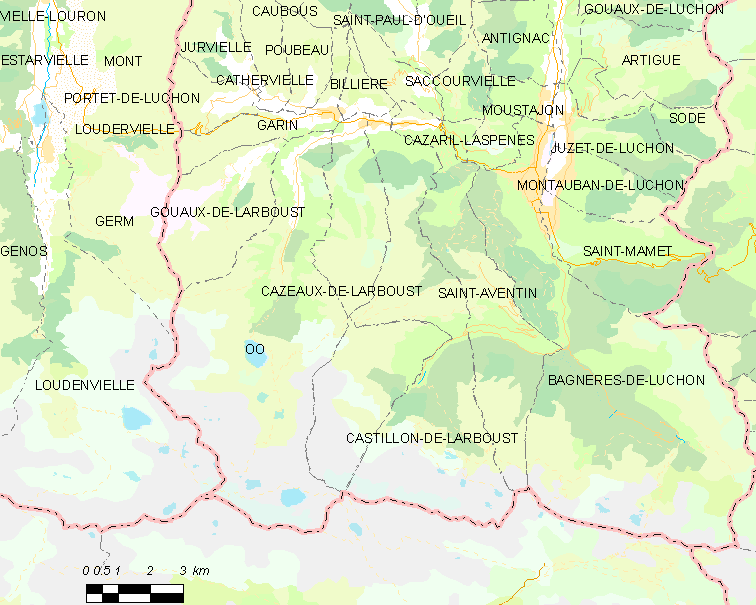
Карта коммуны

Коммуна расположена приблизительно в 690 км к югу от Парижа, в 120 км к юго-западу от Тулузы.
На севере коммуны протекает река Нест-д’Оо.

## Климат
Климат умеренно-океанический. Зима мягкая и снежная, весна характеризуется сильными дождями и грозами, лето сухое и жаркое, осень солнечная. Преобладают сильные юго-восточные и северо-западные ветры.

## Население
Население коммуны на 2010 год составляло 93 человека.
| 1962 | 1968 | 1975 | 1982 | 1990 | 1999 | 2010 |
| ---- | ---- | ---- | ---- | ---- | ---- | ---- |
| 97   | 89   | 62   | 65   | 72   | 82   | 93   |

## Экономика
В 2010 году среди 66 человек трудоспособного возраста (15—64 лет) 49 были экономически активными, 17 — неактивными (показатель активности — 74,2 %, в 1999 году было 83,3 %). Из 49 активных жителей работали 46 человек (25 мужчин и 21 женщина), безработных было 3 (2 мужчин и 1 женщина). Среди 17 неактивных 4 человека были учениками или студентами, 11 — пенсионерами, 2 были неактивными по другим причинам.

## Достопримечательности
- Церковь Св. Анны[фр.] (XII век). Исторический памятник с 1921 года[4]

## Фотогалерея

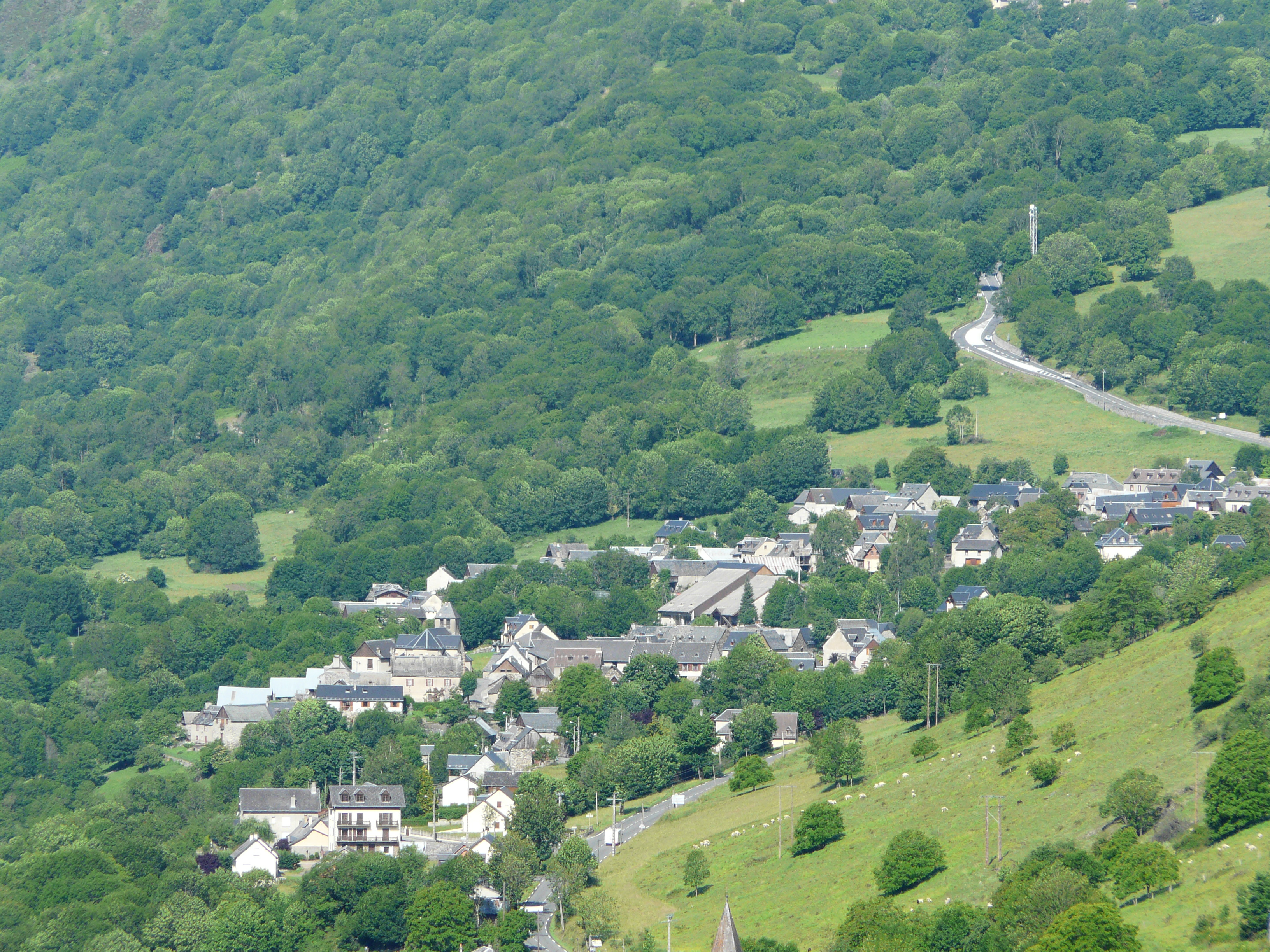
Казо-де-Ларбуст
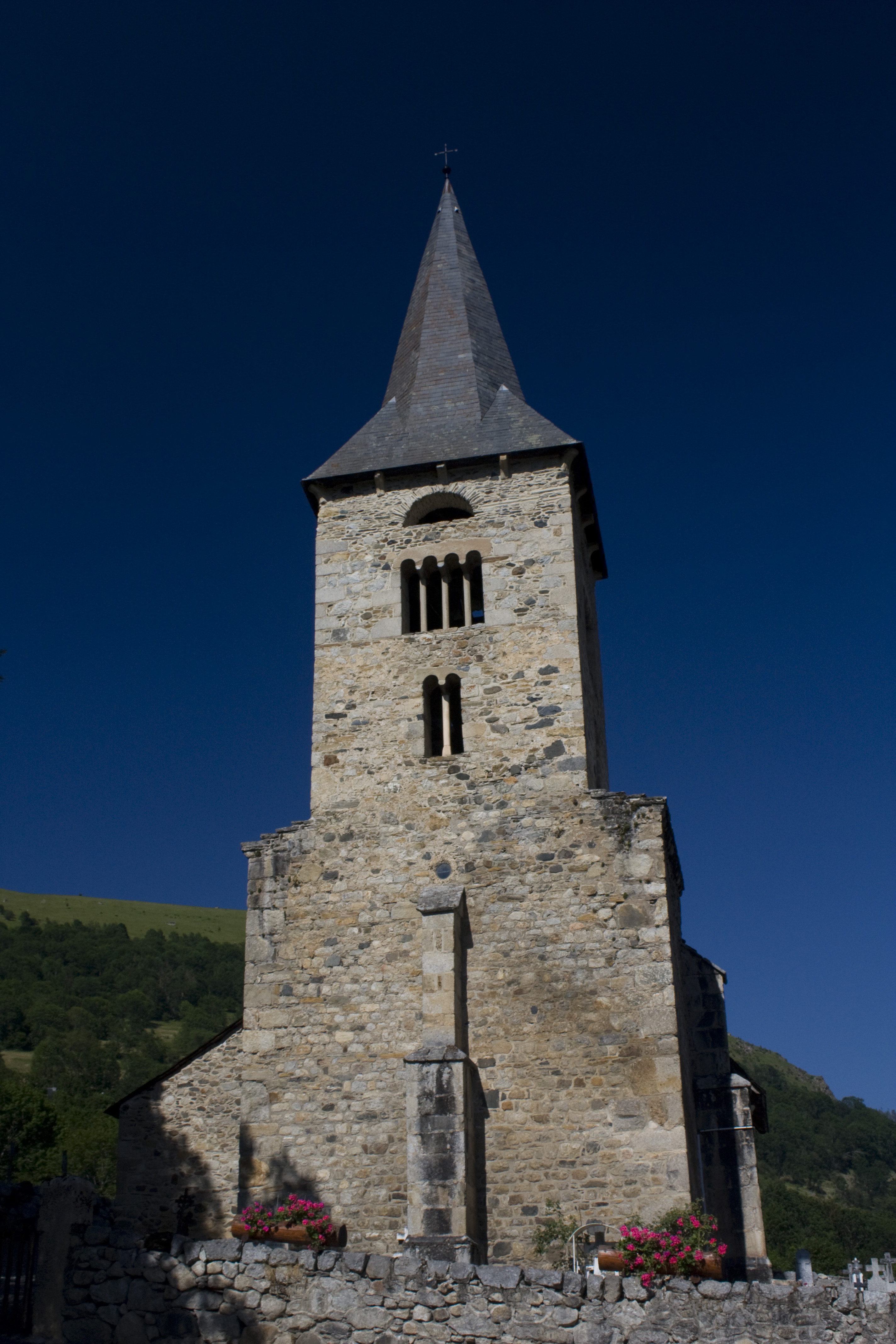
Церковь Св. Анны
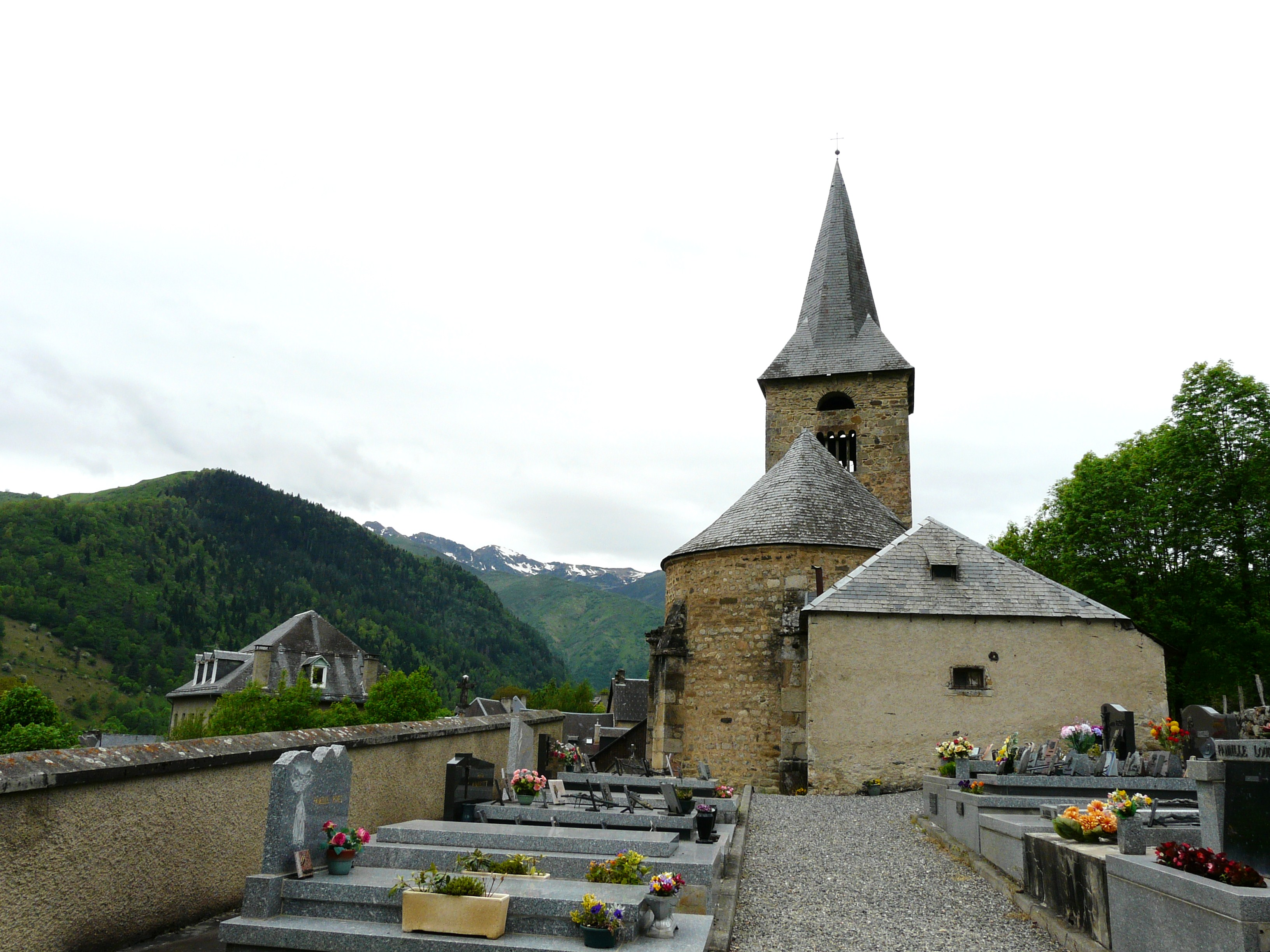
Церковь Св. Анны
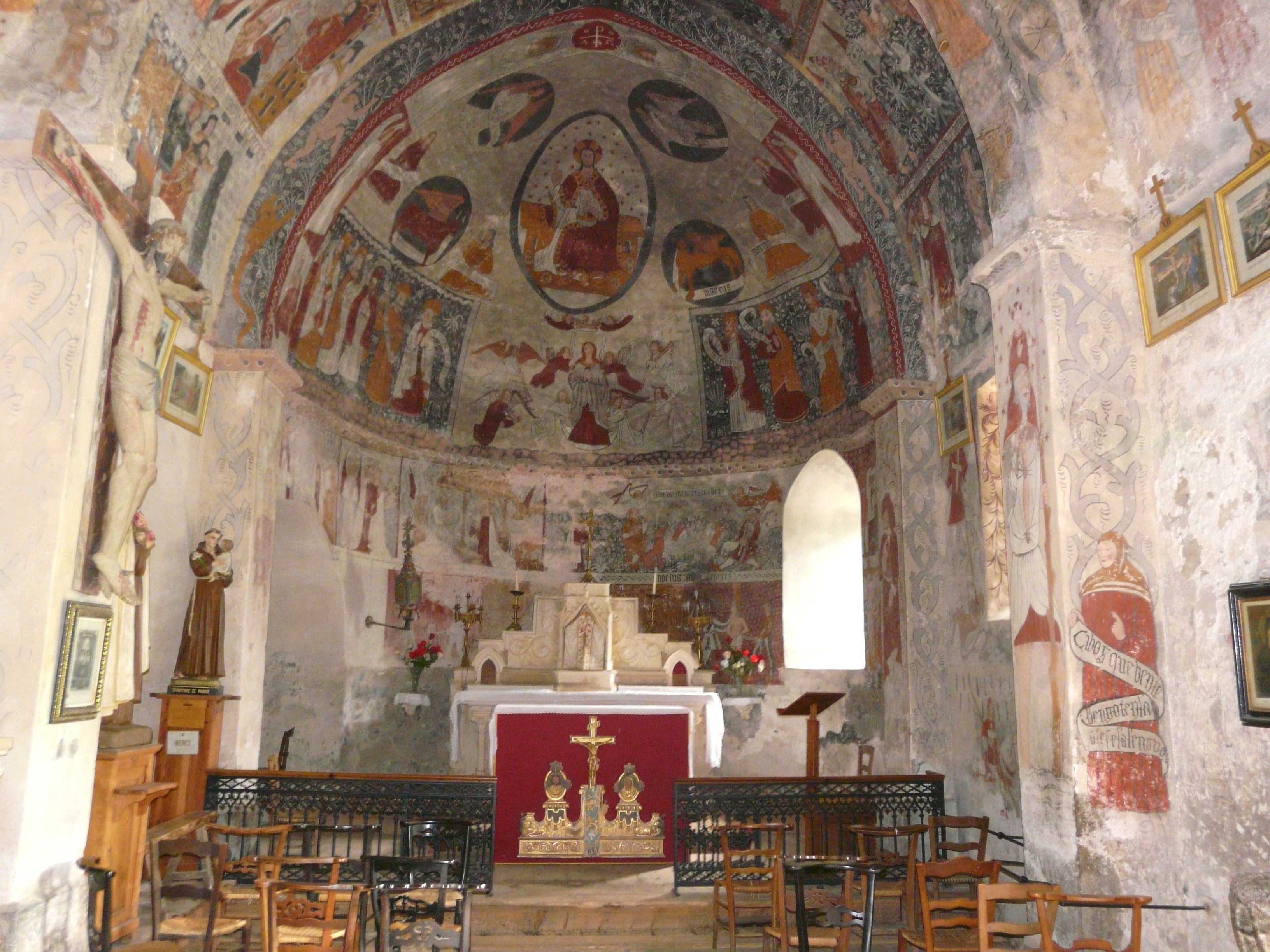
Интерьер церкви Св. Анны
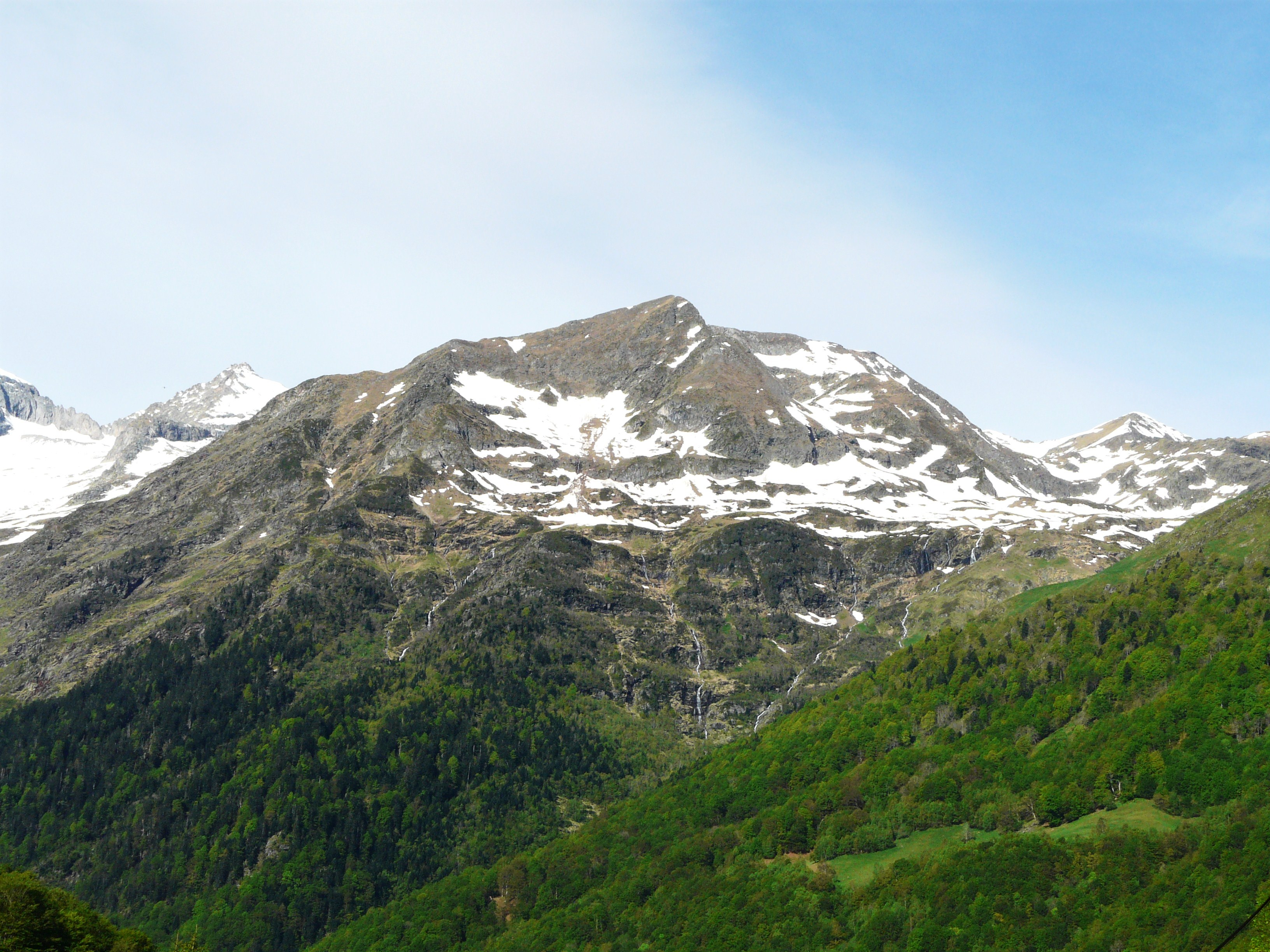
Пик Крабиуль[фр.]
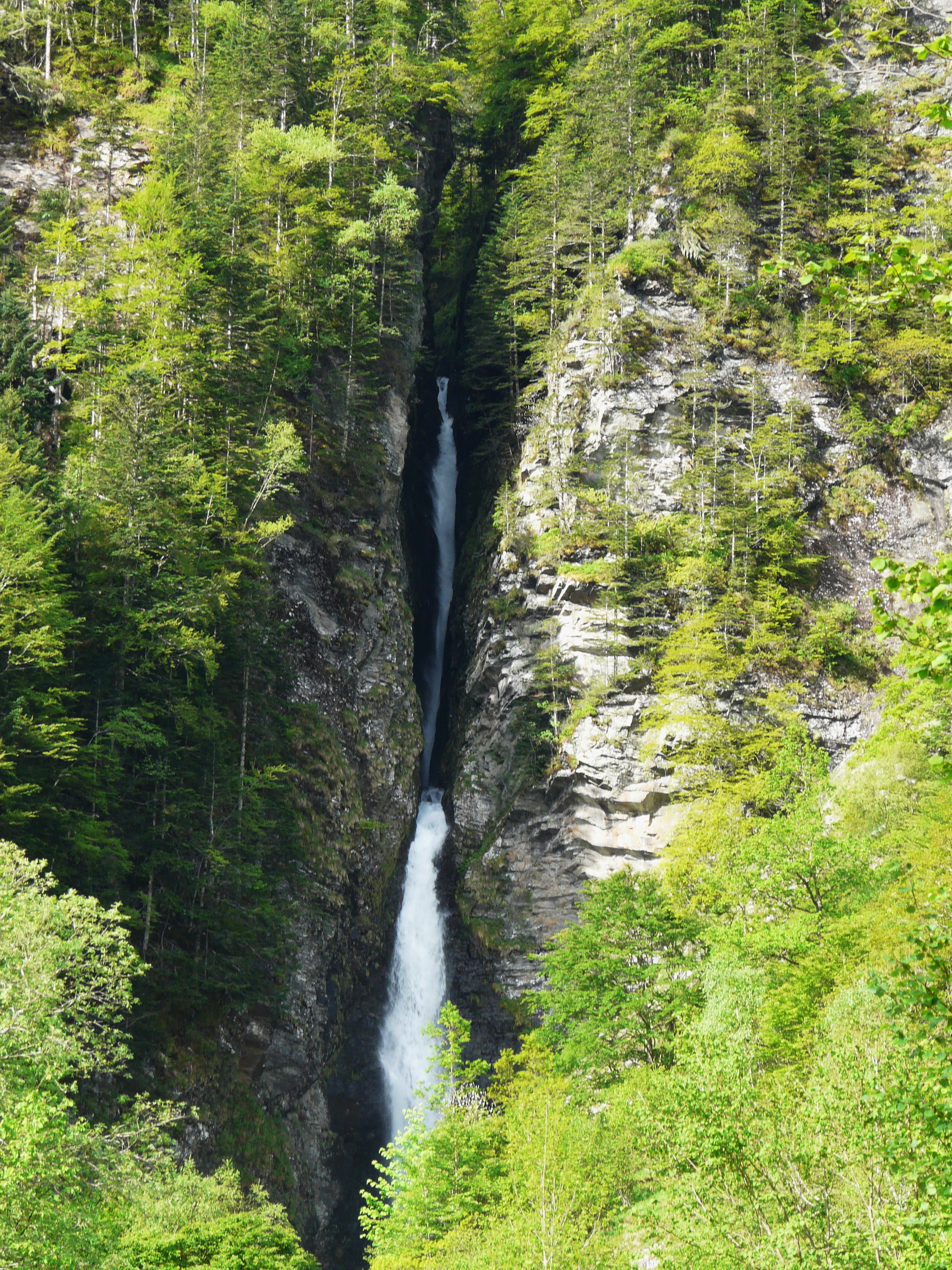
Водопад Анфер